# 新民丛报

新民丛报醒狮封面

《新民丛报》是近代大型综合性半月刊雜誌，由梁启超於戊戌變法流亡日本後所筹办。
1902年2月8日在横滨出版，1907年11月20日出至第96期后终刊。其內容廣博，包括政治、經濟、時事、道德、軍事、法律、學術、宗教、思想、歷史、地理、文學藝術、雜說、筆記及古今中國知識。初期以介绍西方政治体制、支持变法维新、抨击滿清政府为主，后期改为保皇立宪，反對孙中山民主革命的立场。

## 历史

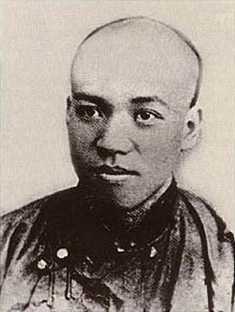
《新民丛报》主要负责人梁啟超

《清议报》遭遇大火停刊后，梁啟超于1902年2月8日在日本横滨办起了大型综合性半月刊《新民丛报》。在创刊号上刊登的《本报告白》中宣布：
|  | 本报取《大学》‘新民’之意，以为欲维新中国，当先维新我民。中国之所以不振，由于国民公德缺乏，智慧不开。故本报专对此病开药治之。务采合中西道德以为德育之方针，广罗政学理论以为智育之原本。本报以教育为主脑，以政论为附从，但今日世界之所趋，重在国家主义之教育，故于政治亦不得不洋，惟所论务在养吾人国家思想，故于目前政府一二事之得失，不暇沾沾辞费也。本报为中国前途期间，一以国民公益为目的，持论务极公平，不偏与一党派。不为灌夫骂座之语，以败坏中国者，咎非专在一人也，不为危险激烈之言，以导中国进步当以渐也。 |

1902年《新民丛报》共出版24期，卷首插图80幅；

### 与《民报》论战

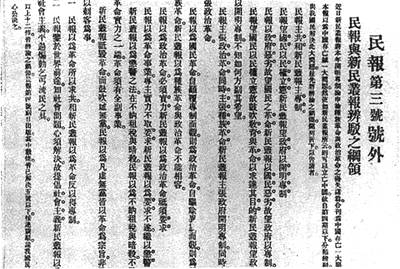
新民丛报内容

1904年后，由于革命思想的蔓延，持改良观点的《新民丛报》与其发生冲突，为了中国未来的命运前途，与革命报刊——同盟会机关报《民报》展开长期论战。梁啟超主張新民，認為中國人民程度不夠，不能行共和制，如行共和必引起多年的內亂和軍閥割據。《民报》创刊后，陆续有小规模论战。《民报》第三期发表《<民报>与<新民丛报>辩驳之纲领》一文，列举双方在12个问题上的根本分歧，认为这些是攸关中国存亡的大问题，并表示“自第四期以下，分类辩驳”。后代史学界归纳两报论战的三大议题：
- 是否推翻清政府，实行反清民族革命。《民报》认为满人统治是对汉人压迫，只有实行民族革命方能“推翻民族牢狱，才能达到真正爱国的目的”而《新民丛报》认为革命必将带来内乱和亡国。
- 是否实行民主共和制。
- 是否实行民生主义，土地国有。

1907年11月20日出至第96期，在清廷宣布预备立宪后终刊。

## 编辑

### 编辑人员
《新民丛报》刚创刊时，编辑人员缺乏，具体事务几乎由梁啟超一人操办，“每日属文以五千言为率”。

### 版面编排
早期《新民丛报》共分四大栏目：
1. “图画”
2. “论著门”
3. “批评门”
4. “丛录门”

## 影响
1904年，梁启超在《新民丛报》发表《祖国大航海家郑和传》一文，首提中西航海与现代化比较研究。不仅宣扬了郑和七下西洋的事迹，也为近现代中国研究世界现代化发展历史提供了新的方向。

### 梁啟超阐论之影响
《新民丛报》是梁啟超一生中办得时间最长的一份报纸。他在《新民丛报》上发表了系统阐释他政治思想的代表作《新民说》（连载34期），号召树新民是中国第一要务，此外还发表阐述其办报思想的《敬告我同业诸君》。同时梁本人文章较维新时期更为成熟，有“新民文体”之称。《新民丛报》时期的梁啟超被称为“舆论之骄子，天纵之文豪。”